# إلونا ماسي
إلونا ماسي (بالإنجليزية: Ilona Massey)‏ (بالمجرية: Hajmássy Ilona)‏ هي مغنية أوبرا وممثلة أمريكية ومجرية، ولدت في 16 يونيو 1910 في المجر، وتوفيت في 20 أغسطس 1974 في الولايات المتحدة بسبب سرطان.

## أعمال

### أفلام
- (1941) سيدة دولية

## وصلات خارجية
- إلونا ماسي على موقع IMDb (الإنجليزية)
- إلونا ماسي على موقع روتن توميتوز (الإنجليزية)
- إلونا ماسي على موقع ألو سيني (الفرنسية)
- إلونا ماسي على موقع أول موفي (الإنجليزية)
- إلونا ماسي على موقع قاعدة بيانات برودواي على الإنترنت (الإنجليزية)
- إلونا ماسي على موقع قاعدة بيانات الأفلام السويدية (السويدية)
- إلونا ماسي على موقع إن إن دي بي (الإنجليزية)
- إلونا ماسي على موقع قاعدة بيانات الفيلم (الإنجليزية)
- إلونا ماسي على موقع كينوبويسك (الروسية)